# Ammocrypta pellucida
Ammocrypta pellucida là một loài cá thuộc họ Percidae. Loài này tương đối nhỏ, gần đây được xếp vào nhóm bị đe dọa, chúng phân bố ở Canada và Hoa Kỳ.